# Spartoo
Spartoo er en fransk webshop, der sælger sko på nettet. Virksomheden Spartoo, baseret i Grenoble, blev skabt i 2006 og har udvidet sit udvalg til forbrugerne gradvist ved at integrerer lædervarer og tøj. I 2015 var der over 1.000 forskellige mærker på Spartoo.